# Kaczin
Kaczin (birm. ကချင်ပြည်နယ် /kətɕʰɪ̀ɴ pjìnɛ̀/) – jeden ze stanów w Mjanmie (Birmie), ze stolicą w Myitkyina. Kaczin zajmuje powierzchnię 89 041 km². Populacja stanu wynosi 1 642 841, z czego większość stanowią Kaczinowie. Dominującą religią jest buddyzm, żyje tu jednak wielu chrześcijan.
Stan utworzono w 1948 z dystryktów Bhamo i Myitkyina oraz północnej części dystryktu Puta-o. Na mocy zawartego rok wcześniej porozumienia pomiędzy rządem Mjanmy a mniejszościami narodowymi, stan uzyskał autonomię. Do lat 60. nie wyznaczono dokładnej granicy pomiędzy Mjanmą a Chinami, wobec czego rząd chiński uważał do tego czasu Kaczin za część swojego terytorium.
W stanie uprawia się ryż, warzywa, tytoń, bawełnę oraz trzcinę cukrową.
Po przewrocie wojskowym w Mjanmie w 1962 Kaczin ogłosił secesję. Przez ponad trzydzieści lat Kaczin stanowił faktycznie niepodległe państwo, nieuznawane na arenie międzynarodowej.
W 1994 wojska birmańskie przeprowadziły ofensywę na terytorium Kaczinu. Zawarto porozumienie, na mocy którego Kaczin ponownie stał się stanem Mjanmy, zachował jednak dużą autonomię.
Kaczin dzieli się na 4 dystrykty: Banmaw, Mohnyin, Myitkyina i Pudao.
Według spisu z 2014 roku stan zamieszkują 1 642 841 osoby, w tym 855 353 mężczyzn i 787 488 kobiet, a ludność miejska stanowi 36,1% populacji.